# Melanolophia mucosa
Melanolophia mucosa är en fjärilsart som beskrevs av W. Warren 1904. Melanolophia mucosa ingår i släktet Melanolophia och familjen mätare. Inga underarter finns listade i Catalogue of Life.